# Neusiok Indijanci
Neusiok (Neuse; danas Coharie) indijansko je pleme porodice Iroquoian otkriveno 1584. godine na južnoj obali donjeg toka rijeke Neuse u današnjoj Sjevernoj Karolini, okruzi Craven i Carteret. Tada bijahu u ratu s više obalnih plemena u tamošnjem području. U kasnijem kolonijalnom periodu Indijanci na navedenoj regiji poznati su i kao Neuse Indijanci. Broj im rapidno opada pa im je 1700. još preostalo 15 ratnika i dva sela Chattooka i Rouconk. Njihovi ostaci su se vjerojatno priključili mnogo jačim Tuscarora Indijancima koji su kasnije ranih 1700-ih ušli u savez s 'Narodom duge kuće' Ho-de-no-sau-nee. Prema Mooneyu (1928), ovih Indijanaca, uključujući i pleme Coree (vjerojatno srodni) bilo je 1600. godine oko 1,000. Njihovo ime Neusiok danas čuva ime rijeke Neuse u Sjevernoj Karolini.

## Kratka povijest plemena Coharie
Pleme se na sadašnji teritorij počelo vraćati između 1729 i 1746. Tokom 1800.-tih Indijanci Neusiok, sada već kao Coharie izgrađuju svoje političke temelje u sjeverno-karolinskom okrugu Sampson. Već od 1859. osnivaju prve škole iz vlastitih sredstava i s vlastitim učiteljima, a 1911. Sjeverna Karolina im daje vlastiti školski sistem, ukinut 1913. Zakon se uspostavlja opet 1917. a već 1943. utemeljena je ' East Carolina Indian School '. U Okrugu Sampson Coharie osnivaju 4 naselja, to su: Holly Grove, New Bethel, Shiloh i Antioch. Plemensko područje im se prostire na svega 10 akara. Godine 1971. plemenski status priznaje im samo država Sjeverna Karolina.